# セルウィウス・コルネリウス・マルギネンシス
セルウィウス・コルネリウス・マルギネンシス（ラテン語: Servius Cornelius Maluginensis、生年不詳 - 紀元前453年）は共和政ローマ初期の政治家・軍人。紀元前485年に執政官（コンスル）を務めた。

## 出自
マルギネンシスは、パトリキであるコルネリウス氏族の最も古い家の一つであるコルネリウス・マルギネンシスの出身である。アグノーメン（第四名、添え名）はトゥリコストゥスであった可能性がある。紀元前459年の執政官ルキウス・コルネリウス・マルギネンシス・ウリティヌスは息子であり、紀元前450年の十人委員会の一人であるマルクス・コルネリウス・マルギネンシスは孫にあたる。

## 経歴
マルギネンシスは紀元前485年に執政官に就任。同僚執政官はクィントゥス・ファビウス・ウィブラヌスであった。ハリカルナッソスのディオニュシオスによれば、両者共に執政官になるには若すぎたが、その血筋で選ばれたとする。
執政官任期が始まったばかりのときに、前年の執政官スプリウス・カッシウス・ウェケッリヌスが、クァエストル・パッリキディ（執政官の代理として訴追権を持っていた）のカエソ・ファビウス・ウィブラヌスとルキウス・ウァレリウス・ポティトゥスの訴追によって反逆罪の罪で起訴され、死刑となっている。その後マルギネンシスは近隣のエトルリア都市であるウェイイに侵攻し、農村部を襲撃して略奪品を持ち帰った。ウェイイは講和のためにローマに使節を派遣して1年間の休戦を結び、捕虜を解放のために身代金を支払った。他方ウィブラヌスはウォルスキ族とアエクイ族の領土に侵攻して勝利した。当時の慣習としては、戦利品は兵士に分配することとなっていたが、ウィブラヌスはそれを全て国庫に入れたため、市民と兵士双方から嫌われることとなった。
後年マルギネンシスはクゥイリーヌスの神官（フラーメン・クゥイリーヌス）になっており、この神職を紀元前453年まで務めていた。おそらくはこの年に流行した疫病で死亡したと思われる。この年の執政官セクストゥス・クィンクティリウス・ウァルスも疫病で死亡し、フリウス・メドゥッリヌス・フススが補充執政官に選ばれたがやはり死亡している。

## 参考資料

### 古代の歴史書
- ティトゥス・リウィウス『ローマ建国史』
- ハリカルナッソスのディオニュシオス『ローマ古代誌』

### 研究書
- Broughton, Thomas Robert Shannon (1951), The Magistrates of the Roman Republic, Philological Monograph No. 15, New York: American Philological Association, ISBN 0-89130-811-3
- Vanggaard, Jens H. (1988), The Flamen: A Study in the History and Sociology of Roman Religion, Museum Tusculanum Forlag, ISBN 9788772890593